# 1706 en musique classique
| \| • Retour à la chronologie générale de la musique classique • \| |
| Grèce • Rome • Haut Moyen Âge • VIIIe siècle • IXe siècle • Xe siècle • XIe siècle XIIe siècle • XIIIe siècle • XIVe siècle • XVe siècle • XVIe siècle • XVIIe siècle XVIIIe siècle • XIXe siècle • XXe siècle • XXIe siècle |
| • Retour à la chronologie générale de la musique classique • |

| Années en musique classique : 1703 - 1704 - 1705 - 1706 - 1707 - 1708 - 1709    |
| Décennies en musique classique : 1670 - 1680 - 1690 - 1700 - 1710 - 1720 - 1730 |

## Événements
- 18 février : Alcyone de Marin Marais est jouée à Paris.
- 18 février : Première de Cassandre, opéra de François Bouvard et Toussaint Bertin de la Doué.
- Premier livre de pièces de clavecin de Rameau.
- Publications du premier livre de cantates de Jean-Baptiste Morin (janvier) et Jean-Baptiste Stuck (septembre).
- à l'automne, arrivée de Georg Friedrich Haendel en Italie pour un séjour qui va durer trois ans.

## Naissances

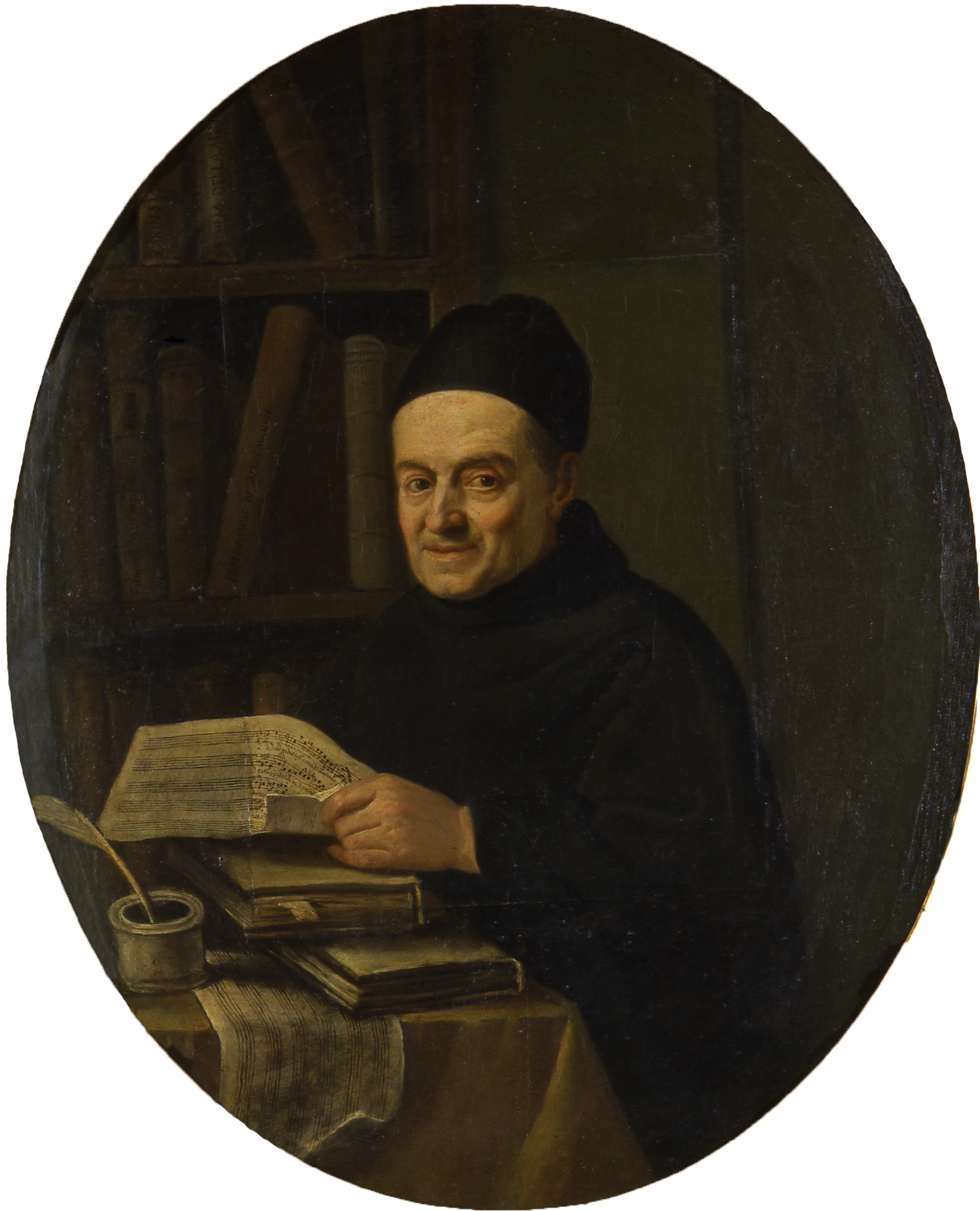
Giovanni Battista Martini

- 24 avril : Giovanni Battista Martini, théoricien de la musique italien († 3 août 1784).
- 13 septembre : Giacinto Manna, claveciniste italien († 11 mars 1768).
- 8 octobre : Baldassare Galuppi, compositeur italien († 3 janvier 1785).
- 7 novembre : Carlo Cecere, compositeur et musicien italien († 15 février 1761).

Vers 1706
- Andrea Bernasconi, compositeur italien († 24 janvier 1784).

## Décès
- 26 janvier : Guillaume Poitevin, joueur de serpent, maître de chapelle et compositeur français (° 2 octobre 1646).
- 3 mars : Johann Pachelbel, organiste et compositeur allemand (° 1er septembre 1653).
- 30 juin : Jacques Boyvin, organiste et compositeur français (° entre 1649 et 1655).
- 2 décembre : Johann Georg Ahle, compositeur allemand, organiste, théoricien et musicien d'église (° 1651).